# Электроприбор (завод, Чебоксары)
Чебоксарский завод электроизмерительных приборов (современное фирменное наименование завода — ОАО «Электроприбор») — российский производитель аналоговых и цифровых щитовых электроизмерительных приборов и шунтов. Завод расположен в городе Чебоксары.

## Специализация
В номенклатуре завода представлены вольтметры, амперметры, ватт- и варметры, измерительные преобразователи тока, напряжения, мощности и частоты, а также многофункциональные средства измерений. Кроме этого завод производит серию вспомогательных изделий, предназначенных для расширения диапазонов измерения по току и напряжению — шунтов, трансформаторов, добавочных сопротивлений. ОАО «Электроприбор» имеет 55-летний опыт работы на рынке средств измерений.
На сегодняшний день изготавливаются приборы магнитоэлектрической, магнитоэлектрической с выпрямителем и электромагнитной систем для измерения тока и напряжения, приборы с электронными преобразователями для измерения частоты, активной или реактивной мощности, коэффициента мощности; индикаторы; приборы для оснащения учебных кабинетов; широкая гамма цифровых приборов, измерительные преобразователи, вспомогательные части к приборам — шунты, добавочные сопротивления и трансформаторы тока. Всего ОАО «Электроприбор» выпускает более 100 наименований приборов. Выпускаемые приборы находят широкое применение в различных отраслях промышленности для комплектации оборудования, на испытательных стендах. На предприятии ведется непрерывная работа по обновлению выпускаемой продукции с учетом современных требований, как по внешнему виду, так и по техническим решениям. Предприятие заинтересовано в сотрудничестве в области расширения рынка сбыта, разработки и производства новых приборов и готово обсуждать любые коммерческие и технические предложения как с физическими, так и с юридическими лицами России и за её пределами.

## История

### Советский период
10 февраля 1953 года Советом Министров СССР было принято решение о строительстве Чебоксарского завода электроизмерительных приборов (ЧЗЭИП). Первым директором строящегося завода был назначен Сорокин Г. Н. В 1959 году сданы в эксплуатацию главный корпус и корпус инструментального цеха. Параллельно со строительством завода, ленинградским институтом ВНИИЭП велась разработка серии щитовых приборов для освоения на ЧЗЭИП. Было принято решение о внедрении на ЧЗЭИП прибора типа М 358, который выпускался в это время на Краснодарском ЗИП. В том же 1959 году был начат набор рабочих и инженерно-технических работников. Для освоения новой специализации 25 будущих приборостроителей были направлены на учебу на ЗИП в г. Краснодар. Среди них была и ветеран завода Дмитриева Галина Петровна, посвятившая заводу всю свою трудовую деятельность и проработавшая на заводе 55 лет.
Распоряжением Чувашского СНХ № 772 от 24 декабря 1959 г. с 01.01.1960 года ЧЗЭИП частично был введен в эксплуатацию. В сентябре 1960 года директором завода был назначен Арабянц З. А., на долю которого выпала задача организации производства и создание работоспособного коллектива. К этому времени на заводе уже работала группа главных специалистов, приглашенных с родственных предприятий страны: Зацеркивный З. А. — главный инженер, Бурштейн М. С. — главный конструктор, Мисюк СП., Хавронин Г. П., Конюхов Г. М., Прейгерман Л. М. — ведущие инженеры (все с завода Электроточприбор, г. Омск), Ломов В. М. — главный технолог, Немчанинов Н. И. — начальник производства, Какунин О. А. — начальник инструментального цеха (с завода ЗИП, г. Краснодар).
В 1960 году после окончания вузов на завод пришли молодые выпускники из городов Ленинграда, Горького, Пензы, Казани, будущие руководители технических служб завода. Среди них: Бурков В. К., Буркова Л. Ф., Борисов В. Б., Тагунов B.C., Скамьин М.С, Клочко А. К., Клочко И. А. и другие. В июне 1960 года на ЧЗЭИП было создано специальное конструкторское бюро, которое сразу приступило к разработке приборов собственной конструкции, типа М4200 и I M4201. Приборы успешно прошли испытания и стали базовой конструкцией для целой серии щитовых электроизмерительных приборов, выпускаемых заводом на протяжении многих лет. В 1960 году было выпущено 3664 прибора. Это был первый успех, который в 1961 году помог принять окончательное решение о внедрении на ЧЗЭИП приборов собственной разработки, признанных более технологичными по сравнению с приборами, разработанными ВНИИЭП г. Ленинград.
В 1961 году на заводе был создан механосборочный цех для выпуска специальной техники. Руководителем этого цеха был назначен молодой перспективный инженер Яковлев Л. В. — будущий главный инженер и, впоследствии — директор завода (с 1988 по 1994 г.г.).
В 1962 году был введен в строй корпус № 4, в котором разместился механический цех, и в этом же году был выпущен первый миллионный прибор.
В 1965 году завод вошел в состав Министерства приборостроения, средств автоматизации и систем управления СССР и в этом же году директором ЧЗЭИП был назначен Башкиров Л. Ф., который проработал в этой должности до июля 1987 года. К 1966 году завод достиг проектной мощности. На ЧЗЭИП был освоен 41 тип щитовых электроизмерительных приборов и 5 типов цифровых приборов, которые поставлялись в 23 страны мира и более чем двум тысячам потребителей внутри страны. Объем выпускаемой продукции рос с каждым годом.
В этот период возросла потребность страны в приборах с повышенными механическими и климатическими характеристиками. Разработкой этих приборов занималось СКБ, возглавляемое Бурштейном М. С. В период с 1967 по 1972 годы была разработана и внедрена в производство серия ударопрочных приборов типов М4250 — М4262, серия индикаторов для нужд радиотехнической и медицинской промышленностей, а также создана серия приборов для космических целей. Одновременно на заводе велись работы по модернизации основной базовой серии ЩЭИП с целью улучшения внешнего вида и повышения технологичности.
С целью улучшения методов и средств управления производством, на заводе был создан отдел автоматизированных систем управления производством (АСУП). У истоков его создания стоял М. С. Бурштейн. В дальнейшем длительное время АСУП возглавлял Манеев Г. И. В 1974 г. была принята в эксплуатацию первая очередь автоматизированной системы управления производством, которая получила дальнейшее развитие, как в части освоения новых поколений техники, так и по составу решаемых задач. И сегодня отдел АСУП является динамично развивающимся подразделением, выполняющим существенные функции в решении задач по управлению предприятием.
Рост объемов производства электроизмерительной техники потребовал расширения производственных площадей. С этой целью был создан Ибресинский филиал завода, на который было передано производство индикаторов М4283 — М4285 и части товаров народного потреблении. Кроме того, производство электроизмерительных приборов М4202 было передано на вновь созданный Благовещенский завод электроизмерительных приборов.
В 1978 году ЧЗЭИП был переименован в Производственное объединение «Электроприбор» (ПО «Электроприбор»). В объединении было освоено производство промышленных контроллеров серии «Ремиконт», «Ломиконт», «Димиконт», а также измерительно-вычислительных комплексов (ИВК). Эти изделия имели принципиально новый уровень и основывались на микропроцессорной технике и ЭВМ, что потребовало серьезной переподготовки кадров и организации нового КБ, которое возглавил Шапошников В. Ф., позднее Шебалкин В. П., Евстюшкин В. В.
За период с 1978 года по 1981 год были освоены в производстве 6 типов ИВК. Эти измерительно-вычислительные комплексы использовались для научных исследований (ИВК-2, ИВК-4), в медицине (ИВК- Гамма), в испытательных комплексах для авиации и космонавтики (ИВК-14, ИВК-15, ИВК-Л70). В это время значительно расширилось сотрудничество с научными организациями и институтами страны, занимающимися исследованиями в области ядерной физики. Среди них такие, как Институт атомной энергии им. И.В. Курчатова, г. Москва; Институт ядерной физики Сибирского отделения АН СССР, г. Новосибирск; Институт технической физики, г. Снежинск.
В этот период в ПО «Электроприбор» под руководством талантливого инженера, начальника КБ Равера Л. Ю. разработана серия приборов в стандарте КАМАК, таких как Ф 4226, ФК 4224, ФК 4225, ФК 4291, МЗУ. Эти приборы поставлялись как отдельно, так и в составе ИВК.
По заданию и совместно со специалистами Института технической физики г. Снежинск был разработан и изготовлен прибор в составе системы для определения мощности подземных ядерных взрывов. Специалист КБ Белов А. С. в составе комиссии от СССР принял участие в ядерных испытаниях на полигоне в штате Невада в США.
Промышленные контроллеры «Ремиконт», «Ломиконт», «Димиконт», разработанные московским институтом «НИИТеплоприбор» и освоенные в ПО «Электроприбор», нашли широкое применение в системах АСУ ТП металлургической, химической, энергетической и других отраслей промышленности.
В 1982 году Министерством приборостроения, средств автоматизации и систем управления СССР издан приказ № 65 о комплексной механизации и автоматизации технологических процессов в Чебоксарском производственном объединении «Электроприбор». К этим работам были привлечены проектные организации Москвы, Гродно, Смоленска, Гомеля и Чебоксар. Выполнение приказа позволило внедрить на заводе целый ряд уникального оборудования — робототехнических комплексов (РТК).
С вводом новых корпусов и внедрением современного оборудования постоянно укреплялся рабочий коллектив завода. Многие рабочие, прошедшие школу «Электроприбора», достигли наивысшего уровня мастерства и были награждены государственными наградами. 
В 1986 году Указом Президиума Верховного Совета СССР Чебоксарский завод электроизмерительных приборов награждён орденом Трудового Красного Знамени, 54 работника завода награждены орденами и медалями СССР.
С 1988 года ПО «Электроприбор» возглавил Яковлев Л. В. — бывший главный инженер завода. В этот период до 1992 года объемы выпуска продукции растут, и в 1991 году завод производит 4,5 миллиона штук электроизмерительных приборов — самое большое количество за 31 год существования предприятия.

### После 1991 года
В 1992 году ПО «Электроприбор» преобразовывается в акционерное общество открытого типа «Электроприбор». В 1992 году начался резкий спад, связанный с сокращением производства во всех отраслях промышленности России. Этот спад продолжался до 1997 года. В 1997 году завод отгрузил своим заказчикам около 100 000 штук ЩЭИП, то есть выпуск приборов снизился в 45 раз, по сравнению с 1992 годом. Ситуация усугублялась тем, что в этот период 80 % оплаты производилась, так называемым, бартером.
В феврале 1994 года завод возглавил Медведев Г. В., до этого работавший начальником СКБ. С 1998 года начался рост реализации продукции, постепенно расширялся рынок сбыта. В 2000 году в ОАО «Электроприбор» начинается разработка, а в 2001 году выпуск новой серии щитовых цифровых электроизмерительных приборов постоянного и переменного тока и напряжения (Щ и ЩП). Руководителем разработки был начальник отдела СКТБ Никитин В. И. Эти приборы были ориентированы на использование в энергетике, которая в этот период начинала реализовывать программу технического перевооружения. Одним из потребителей цифровых приборов стала Московская объединенная сетевая компания.
С 2002 года началась поэтапная реконструкция предприятия. Был реконструирован в 2003 году сборочный цех, в 2004 году — заготовительный цех и запущена новая гальваническая линия, на которой был применен новый метод очистки сточных вод путём выпарки в вакууме. Это позволило снизить потребление воды в гальваническом производстве в 25 раз и полностью исключить попадание вредных компонентов в канализацию. В 2005 году по заданию Нижегородского ВНИИС им. Е.Ю. Седакова ОАО «Электроприбор» начинает разработку приборов для атомных электростанций Щ10, Щ12. Разработку возглавил главный конструктор проекта Гольдштейн А. М. и в 2006 году завод осваивает их производство.
На протяжении всей деятельности ОАО «Электроприбор» сотрудничал с Ульяновским политехническим институтом (ныне Ульяновский государственный технический университет). Многие совместные разработки были внедрены в производство. Коллектив ОАО «Электроприбор» возглавлял Ермошкин Николай Пантелеймонович.
ОАО «Электроприбор» — ведущее предприятие России по производству щитовых аналоговых и цифровых электроизмерительных приборов, имеющее современные технологии и оборудование. В составе предприятия есть инструментальное производство, оснащенное оборудованием ведущих мировых производителей, таких как «Top Work», «HAAS», «Mitsubishi». В заготовительном цехе ОАО «Электроприбор» реализованы практически все основные технологии машиностроения: токарная обработка, сверлильная, шлифовальная, слесарная обработка деталей, штамповка, литье алюминиевых сплавов под давлением с последующей обработкой. Литье деталей под давлением из термопластичных материалов (полистирол, полиамид, армамид, полиэтилен и т. д.) производится на современных термопластавтоматах фирмы «Demag».
Комбинированная гальваническая линия обеспечивает цинкование стальных деталей, никелирование деталей из меди и её сплавов, покрытие сплавом олово-висмут деталей из медных сплавов, осветление деталей из алюминиевых сплавов. ОАО «Электроприбор» выпускает более 100 основных типов приборов. Предприятие имеет лицензию Федеральной службы по экологическому, технологическому и атомному надзору на конструирование и изготовление оборудования для атомных станций. С 2000 года ОАО «Электроприбор» имеет сертифицированную на соответствие международному стандарту ИСО 9001 систему менеджмента качества.

## Известные сотрудники
- В 1976—1977 годах в Ибресинскои филиале завода слесарем-сборщиком работал Ильин В. А. — политик, руководитель фракции КПРФ в Государственном совете Чувашской Республики.
- Суль И. С. — награждён медалью «За доблестный труд», орденом Октябрьской Революции, орденом Трудового Красного Знамени;
- Александров Н. А. — награждён медалью «За трудовое отличие», орденом «Знак Почета», орденом Трудового Красного Знамени;
- Кубарева М. И. — награждена медалью «За доблестный труд», орденом Трудового Красного Знамени, орденом Октябрьской Революции, орденом Ленина;
- Воронин, Владимир Алексеевич — награждён медалью «За доблестный труд», орденом Трудового Красного Знамени — дважды, орденом Ленина, удостоен Государственной премии СССР;
- Игнатьев Н. В. — награждён орденом «Трудовой Славы III степени», орденом «Трудовой Славы II степени».